# Wladimir Nikitowitsch Maslatschenko
Wladimir Nikitowitsch Maslatschenko (russisch Владимир Никитович Маслаченко, wiss. Transliteration Vladimir Nikitovič Maslačenko; * 5. März 1936 in Wassylkiwka, Ukrainische SSR, Sowjetunion; † 28. November 2010 in Moskau, Russland) war ein sowjetischer Fußballspieler und langjähriger Fernsehkommentator.

## Vereinskarriere
Maslatschenko spielte von 1953 bis 1957 bei Metalurg Dnipropetrowsk. 1957 wechselte der Torwart zu Lokomotive Moskau, wo er im selben Jahr den sowjetischen Pokalwettbewerb gewinnen konnte. Nach fünf Jahren bei Lok wechselte er 1962 zu Spartak Moskau und konnte einen Meistertitel und zwei weitere Pokalsiege feiern.

## Internationale Karriere
Maslatschenko nahm an der Fußball-Europameisterschaft 1960 in Frankreich teil und gewann mit der sowjetischen Auswahl den Titel, wobei er aber als Ersatzmann hinter Lew Jaschin nicht zum Einsatz kam. Auch bei den Weltmeisterschaften 1958 und 1962 gehörte er jeweils zum sowjetischen Kader, blieb aber gleichermaßen ohne Einsatz.

## Nach der aktiven Karriere
Ab den 1970er Jahren war Maslatschenko als Sportkommentator aktiv, zunächst beim Radio und danach beim Fernsehen, wo er zu einem der bekanntesten Kommentatoren des Landes wurde. 1972/73 war er auch als Trainer im Tschad tätig.

## Sprüche als Kommentator (Auswahl)
- Aiaiai! Sind Sie auch dieser Meinung?
- Das dritte Mal trifft Stoitschkow den Pfosten und das dritte Mal mit dem Kopf!
- Der Torwart sollte jetzt rauskommen. Wunderbar, er hört auf den Hinweis!
- Für alle Fälle hatte der Tormann einen Schreck gekriegt.
- Robson fällt im Strafraum. „Steh auf, lieber Landsmann“, sagt ihm Roberto Carlos.
- Sawitschew! Schieß! Schieß! Ich flehe dich an! Tor, Tor, Tor!

## Erfolge
- Europameister 1960 mit der Sowjetunion
- 1 × Sowjetischer Meister: 1962
- 3 × Sowjetischer Pokalsieger: 1957, 1963, 1965